# Elecciones seccionales de Ecuador de 2019
Las elecciones seccionales de Ecuador de 2019 se celebraron el 24 de marzo de 2019 para designar: 23 prefectos, 23 viceprefectos, 221 alcaldes, 867 concejales urbanos, 438 concejales rurales, 4 089 vocales principales de las juntas parroquiales, paralelamente se celebraron las Elecciones del Consejo de Participación Ciudadana y Control Social de Ecuador de 2019. En total se elegirán 11 069 autoridades entre principales y suplentes (en el caso de concejales, vocales de juntas y consejeros del CPCCS).

## Preparación
La elección de las autoridades locales que se posesionaron el 14 de mayo de 2019 comenzó su preparación con la definición del plan operativo y del presupuesto inicial, que es de 141 979 491 dólares, por parte del Consejo Nacional Electoral (CNE). El monto es un 3 % mayor al de las elecciones seccionales de 2014 debido al aumento de electores y a la nueva elección de consejeros del CPCCS.
El CNE resolvió el 18 de abril de 2018 disminuir el presupuesto a 119 748 897 dólares. Luego de la posesión de las autoridades transitorias del CNE, resolvieron bajar todavía más el monto y el 29 de agosto de 2018 lo fijaron en 99 330 637 dólares.
Serán convocados a votar 13 261 994 ciudadanos, que deberán acudir a 39 814 juntas receptoras del voto. De los electores, 6 669 428 son mujeres y 6 592 566 son hombres. Los ciudadanos entre 16 y 18 años son 664 502, de 18 a 65 años 11 089 331 y mayores de 65 años 1 580 161. El día 15 de septiembre se inició la campaña "Cambio de Domicilio",que de acuerdo con el cronograma original debía iniciar el 1 de agosto. Sin embargo, debido al ajuste presupuestario de los comicios se postergó su ejecución. Y se finalizó el 12 de octubre, día en el cual el CNE anuló 8.073 cambios de domicilio debido a irregularidades en los mismos.
Las organizaciones políticas aprobadas, según la actualización al 31 de octubre de 2018, son 280:
- Partidos políticos: 8
- Movimientos nacionales: 15
- Movimientos provinciales: 72
- Movimientos cantonales: 164
- Movimientos parroquiales: 21

## Novedades
En esta elección habrá algunas novedades. La primera es que las autoridades seccionales serán elegidas para un período de cuatro años, a diferencia de las dos anteriores, que fueron para cinco. Este cambio se debe a que el Código de la Democracia establece que, para que las elecciones nacionales y locales no sean concurrentes, los dos últimos períodos se realicen cada cinco años (2009-2014 y 2014-2019) y que a partir del siguiente sean cada cuatro años, de forma que, entre elecciones nacionales y seccionales haya un lapso de dos años.
Además, en esta elección, a diferencia de las anteriores, no podrán presentarse a la reelección las autoridades que ya fueron elegidas en dos ocasiones para el mismo cargo desde que está vigente la Constitución de 2008, y siendo aprobada la eliminación de la reelección indefinida (incluida en la Constitución y aprobada por la Asamblea Nacional en 2015) para cualquier cargo de elección popular tras la consulta popular y referéndum del 4 de febrero de 2018.. Por esta razón, 47 de los 221 alcaldes y 15 de los 23 prefectos no podrán buscar su reelección.
La tercera novedad es la elección, por primera vez por votación popular, de los siete vocales principales y siete suplentes del Consejo de Participación Ciudadana y Control Social (CPCCS), como resolvió la consulta popular y referéndum del 4 de febrero de 2018.

## Calendario electoral
Entre las fechas principales del proceso están las siguientesː
- Inscripción de organizaciones políticas: hasta el 24 de septiembre de 2018
- Convocatoria a eleccionesː 21 de noviembre de 2018.
- Inscripción de candidaturasː del 22 de noviembre al 21 de diciembre de 2018.
- Campaña políticaː del 5 de febrero al 20 de marzo de 2019.
- Sufragio de las personas privadas de libertad sin sentencia condenatoria ejecutoriadaː 21 de marzo de 2019.
- Voto en casaː 22 de marzo de 2019.
- Eleccionesː 24 de marzo de 2019.
- Posesión de nuevas autoridadesː 14 de mayo de 2019.

## Resultados

### Prefecturas
| Partido / Movimiento* | Partido / Movimiento*                                | Resultados 2014 | Resultados 2014 | Resultados 2019 | Resultados 2019 | Resultados 2019 | + / - |
| Partido / Movimiento* | Partido / Movimiento*                                | Solos           | En alianza      | Solos           | En alianza      | Total           | + / - |
| --------------------- | ---------------------------------------------------- | --------------- | --------------- | --------------- | --------------- | --------------- | ----- |
|                       | Partido Social Cristiano (PSC)                       | 0               | 1               | 3               | 5               | 8               | +7    |
|                       | Movimiento de Unidad Plurinacional Pachakutik (MUPP) | 2               | 3               | 4               | 1               | 5               | +0    |
|                       | Movimiento Democracia Sí (MDS)                       |                 |                 | 0               | 4               | 4               | +4    |
|                       | Unidad Popular (UP)                                  |                 |                 | 0               | 3               | 3               | +3    |
|                       | Movimiento Nacional Juntos Podemos (MNJP)            |                 |                 | 0               | 3               | 3               | +3    |
|                       | Fuerza Compromiso Social (FCS)                       |                 |                 | 2               | 0               | 2               | +2    |
|                       | Izquierda Democrática (ID)                           |                 |                 | 1               | 1               | 2               | +2    |
|                       | Movimiento SUMA (SUMA)                               | 2               | 1               | 1               | 1               | 2               | -1    |
|                       | Alianza PAIS (PAIS)                                  | 7               | 3               | 0               | 2               | 2               | -8    |
|                       | Centro Democrático (CD)                              |                 |                 | 0               | 2               | 2               | +2    |
|                       | Partido Adelante Ecuatoriano Adelante (AEA)          |                 |                 | 0               | 1               | 1               | +1    |
|                       | Partido FE (FE)                                      |                 |                 | 0               | 1               | 1               | +1    |
|                       | Partido Socialista Ecuatoriano (PSE)                 | 0               | 0               | 0               | 1               | 1               | +1    |
|                       | Unión Ecuatoriana (UE)                               |                 |                 | 0               | 1               | 1               | +1    |
|                       | Partido Sociedad Patriótica (PSP)                    | 1               | 0               | 0               | 1               | 1               | +0    |
|                       | Partido Avanza (Avanza)                              | 0               | 1               | 0               | 1               | 1               | +0    |
|                       | Movimiento CREO (CREO)                               | 0               | 1               | 0               | 1               | 1               | +0    |
|                       | Movimiento Ecuatoriano Unido (EU)                    |                 |                 | 0               | 1               | 1               | +1    |
|                       | Movimiento Popular Democrático (MPD)                 | 1               | 2               |                 |                 |                 | -3    |
|                       | Movimientos locales                                  | 2               | 5               | 1               | 9               | 10              | +3    |

#### Elecciones provinciales por provincia
- Elecciones provinciales de Azuay de 2019
- Elecciones provinciales de Guayas de 2019
- Elecciones provinciales de Los Ríos de 2019
- Elecciones provinciales de Manabí de 2019
- Elecciones provinciales de Pichincha de 2019

### Alcaldías
| Partido / Movimiento* | Partido / Movimiento*                                | Resultados 2014 | Resultados 2019 | Resultados 2019 | Resultados 2019 | + / - |
| Partido / Movimiento* | Partido / Movimiento*                                | Resultados 2014 | Solos           | En alianza      | Total           | + / - |
| --------------------- | ---------------------------------------------------- | --------------- | --------------- | --------------- | --------------- | ----- |
|                       | Partido Social Cristiano (PSC)                       | 11              | 9               | 34              | 43              | +32   |
|                       | Movimiento CREO (CREO)                               | 18              | 9               | 25              | 34              | +16   |
|                       | Movimiento Democracia Sí (MDS)                       |                 | 8               | 22              | 30              | +30   |
|                       | Alianza PAIS (PAIS)                                  | 68              | 10              | 17              | 27              | -41   |
|                       | Movimiento de Unidad Plurinacional Pachakutik (MUPP) | 23              | 15              | 5               | 20              | -3    |
|                       | Movimiento Nacional Juntos Podemos (MNJP)            |                 | 3               | 17              | 20              | +20   |
|                       | Centro Democrático (CD)                              |                 | 1               | 13              | 14              | +14   |
|                       | Movimiento Ecuatoriano Unido (EU)                    |                 | 2               | 12              | 14              | +14   |
|                       | Partido Socialista Ecuatoriano (PSE)                 | 15              | 1               | 13              | 14              | -1    |
|                       | Unidad Popular (UP)                                  |                 | 2               | 12              | 14              | +14   |
|                       | Movimiento SUMA (SUMA)                               | 15              | 7               | 6               | 13              | -2    |
|                       | Unión Ecuatoriana (UE)                               |                 | 3               | 7               | 10              | +10   |
|                       | Partido Sociedad Patriótica (PSP)                    | 9               | 3               | 6               | 9               | +0    |
|                       | Partido FE (FE)                                      |                 | 0               | 9               | 9               | +9    |
|                       | Partido Avanza (Avanza)                              | 34              | 5               | 3               | 8               | -26   |
|                       | Partido Adelante Ecuatoriano Adelante (AEA)          |                 | 0               | 6               | 6               | +6    |
|                       | Izquierda Democrática (ID)                           |                 | 3               | 3               | 6               | +6    |
|                       | Movimiento Justicia Social (MJS)                     |                 | 1               | 2               | 3               | +3    |
|                       | Movimiento Concertación                              |                 | 1               | 1               | 2               | +2    |
|                       | Fuerza Compromiso Social (FCS)                       |                 | 0               | 0               | 0               | +0    |
|                       | Movimiento Popular Democrático (MPD)                 | 2               |                 |                 |                 | -2    |
|                       | Movimientos locales                                  | 21              | 26              | 76              | 102             | +81   |

#### Elecciones municipales por cantón
- Elecciones del Distrito Metropolitano de Quito de 2019
- Elecciones municipales de Guayaquil de 2019
- Elecciones municipales de Cuenca de 2019
- Elecciones municipales de Santo Domingo de los Colorados de 2019
- Elecciones municipales de Ambato de 2019
- Elecciones municipales de Portoviejo de 2019
- Elecciones municipales de Durán de 2019
- Elecciones municipales de Machala de 2019
- Elecciones municipales de Loja de 2019
- Elecciones municipales de Manta de 2019
- Elecciones municipales de Azogues de 2019

## Elección del Consejo de Participación Ciudadana y Control Social (2019 - 2023)

### Hombres
| Candidatos                        | Votos   | %     | Cargo                              |
| --------------------------------- | ------- | ----- | ---------------------------------- |
| Walter Gómez Ronquillo            | 873.383 | 6,46% | Consejero principal destituido (1) |
| Bernardo Cañizares Esguerra       | 511.503 | 3,78% | 2.º Consejero Suplente             |
| Carlos Escudero Sánchez           | 444.044 | 3,28% | No electo                          |
| Teddy Tama Aguirre                | 603.065 | 4,46% | Consejero principal desde 2023     |
| Carlos Mosquera Benalcázar        | 510.223 | 3,77% | 3.er Consejero Suplente            |
| Carlos Figueroa Figueroa          | 660.780 | 4,89% | Consejero principal desde 2023     |
| José Tuárez Zambrano              | 961.681 | 7,11% | Consejero Principal destituido (1) |
| Contralmte. Aland Molestina Malta | 604.416 | 4,47% | Consejero principal desde 2023     |
| Carlos Guerra López               | 395.308 | 2,92% | No electo                          |
| Christian Cruz Larrea             | 786.692 | 5,82% | Consejero Principal destituido (2) |
| David Rosero Minda                | 704.495 | 5,21% | Consejero principal destituido (3) |
| Pablo Ponce Cerda                 | 362.276 | 2,68% | No electo                          |
| Alfredo Alvear Báez               | 276.052 | 2,04% | No electo                          |
| Mauricio Gallardo Guillén         | 561.321 | 4,15% | 1.er Consejero Suplente            |
| Carlos Espinoza Cordero           | 463.713 | 3,43% | No electo                          |
| Franklin Moreno Quezada           | 243.248 | 1,80% | No electo                          |
| Juan Javier Dávalos Benítez       | 775.473 | 5,74% | Consejero principal destituido (3) |
| James Montenegro Ordóñez          | 298.338 | 2,21% | No electo                          |
| Sergio Figueroa Chávez            | 233.705 | 1,73% | No electo                          |
| Hernán Ulloa Ordóñez              | 671.808 | 4,97% | Consejero principal destituido (3) |
| Ramiro Armijos Barrazueta         | 375.323 | 2,78% | No electo                          |
| Patricio Ortiz James              | 241.808 | 1,79% | No electo                          |
| Fausto Lupera Martínez            | 327.110 | 2,42% | No electo                          |
| Ricardo Rivas Bravo               | 460.667 | 3,41% | No electo                          |
| Edison Gallegos Bayas             | 240.961 | 1,78% | No electo                          |
| Carlos Pauta Calle                | 227.636 | 1,68% | No electo                          |
| Luís Molina Jurado                | 324.715 | 2,40% | No electo                          |
| Hugo Ludeña Eras                  | 378.637 | 2,80% | No electo                          |

1. Destituido por la Asamblea Nacional mediante juicio político en 2019.[20]
2. Destituido por la Asamblea Nacional mediante juicio político en 2020.[21]
3. Destituido por la Corte Constitucional por incumplimiento de sentencia en 2023.[22]

### Mujeres
| Candidatas                       | Votos     | %      | Cargo                              |
| -------------------------------- | --------- | ------ | ---------------------------------- |
| Ibeth Estupiñán Gómez            | 1.324.420 | 9,85%  | Consejera Principal destituida (3) |
| María Fernanda Rivadeneira Cuzco | 2.362.757 | 17,57% | Consejera Principal destituida (3) |
| Mónica Moreira Morán             | 1.194.362 | 8,88%  | Consejera Principal desde 2023     |
| Joba Fon Fay Vásquez             | 963.339   | 7,16%  | No electa, fallecida               |
| Gina Aguilar Ochoa               | 1.092.945 | 8,13%  | Consejera Principal desde 2023     |
| Victoria Desintonio Malave       | 1.672.085 | 12,44% | Consejera Principal destituida (1) |
| María Catalina Pérez Ávila       | 525.968   | 3,91%  | 2.ª Consejera Suplente             |
| Graciela Mora Ramírez            | 783.335   | 5,83%  | Consejera Principal desde 2023     |
| Marlene Montesinos Zabalu        | 636.951   | 4,74%  | 1.ª Consejera Suplente             |
| Sofía Almeida Fuentes            | 1.735.691 | 12,91% | Consejera Principal destituida (3) |
| Karina Ponce Silva               | 1.153.245 | 8,58%  | Consejera Suplente hasta 2022 (2)  |

1. Destituida por la Asamblea Nacional mediante juicio político en 2019.[20]
2. Renuncia al cargo[23]
3. Destituida por la Corte Constitucional por incumplimiento de sentencia en 2023.[22]

### Pueblos, Nacionalidades y Representantes del Exterior
| Candidatos                       | Votos     | %      | Cargo                              |
| -------------------------------- | --------- | ------ | ---------------------------------- |
| María Rosa Chalá Alencastro      | 2.309.296 | 38,24% | Consejera principal destituida (1) |
| Francisco Lorenzo Bravo Macías   | 1.697.158 | 28,10% | Consejero principal destituido (3) |
| Jaime Rubén Chugchilán Cisaguano | 1.019.298 | 16,88% | Consejero Suplente hasta 2022 (2)  |
| Olindo Nastacuaz Pascal          | 1.013.031 | 16,78% | Consejero Principal desde 2023     |

Fuente:
1. Destituida por la Asamblea Nacional mediante juicio político en 2019.[20]
2. Renuncia al cargo por estar prófugo de la justicia.[25]
3. Destituido por la Corte Constitucional por incumplimiento de sentencia en 2023.[22]